# لاك نيلغات (كيبك)
لاك نيلغات (بالإنجليزية: Lac-Nilgaut, Quebec)‏ هي منطقة غير المنظمة في كيبيك تقع في كندا في Pontiac Regional County Municipality. يقدر عدد سكانها بـ 0 نسمة ومساحتها 9,851.50 كم2 .